# Hypena cremona
Hypena cremona là một loài bướm đêm trong họ Erebidae.